# Старостин, Сергей Анатольевич
Серге́й Анато́льевич Ста́ростин (24 марта 1953, Москва — 30 сентября 2005, там же) — советский и российский лингвист, полиглот, специалист в области компаративистики, востоковедения, кавказоведения и индоевропеистики. Сын литератора, переводчика, полиглота Анатолия Старостина, брат философа и историка науки Бориса Старостина. Член-корреспондент Российской академии наук по Отделению литературы и языка (языкознание). Заведующий Центром компаративистики Института восточных культур и античности РГГУ, главный научный сотрудник Института языкознания РАН, почётный доктор Лейденского университета (Нидерланды).

## Биография
Родился 24 марта 1953 года в Москве.
Лингвистикой начал увлекаться уже в школьные годы. На проводимой Отделением структурной и прикладной лингвистики МГУ (где он впоследствии учился) Олимпиаде по языковедению и математике для школьников 8—11 классов стал одним из победителей, будучи ещё только пятиклассником, что вызвало настоящую сенсацию и появление статьи о нём в прессе. По воспоминаниям А. Жолковского, «Шеворошкин говорил, что у него в ностратическом кружке есть такие школьники, которые всех нас скоро заткнут за пояс — это оказались Старостин, Лерман».
Окончил Отделение структурной и прикладной лингвистики (ОСиПЛ) филологического факультета МГУ им. Ломоносова в 1975 году. В качестве основного языка изучал японский. Ещё студентом опубликовал работу по реконструкции праяпонского языка, которая произвела большое впечатление на специалистов. В период учёбы регулярно участвовал в лингвистических экспедициях на Северный Кавказ, проводившихся на ОСиПЛ под руководством А. Е. Кибрика.
Сразу после окончания МГУ поступил в аспирантуру в Институт востоковедения АН СССР. Кандидатская диссертация (1979) — на тему «Реконструкция древнекитайской фонологической системы» (была рекомендована оппонентами для защиты в качестве докторской). Докторская диссертация (1992) — по проблемам алтайской реконструкции и происхождения японского языка.
30 мая 1997 года избран членом-корреспондентом Российской академии наук по Отделению литературы и языка (языкознание).
Участвовал в ряде международных проектов в Нидерландах, США (в том числе в Институте Санта-Фе, куда его рекомендовал нобелевский лауреат по физике Мюррей Гелл-Манн и где до того никогда не было ни одного лингвиста) и других.
Помимо научной деятельности, занимался преподаванием. Его мечтой было приблизиться к реконструкции праязыка Homo sapiens.
Скончался на 53-м году жизни 30 сентября 2005 года от инфаркта миокарда после лекции в РГГУ. Похоронен на Донском кладбище  (уч. у колумбария 11). 

### Семья
Два сына: Георгий (род. 4 июля 1976) и Анатолий (род. 15 июля 1983). Георгий занимается исследованиями в области компаративистики; также известен как музыкальный критик. Анатолий — программист, преподаватель МФТИ.

## Научные достижения
Занимался установлением дальнего родства между языковыми семьями, продолжая традиции ностратической школы В. М. Иллича-Свитыча, А. Б. Долгопольского, В. А. Дыбо и других. Его анализ отличался тщательностью и учётом всего языкового материала (многие языки изучал в экспедициях, подробно работал с текстами, производил реконструкцию с нижнего уровня).
С 1970-х годов вплоть до своей смерти в 2005 году был неформальным главой Московской школы компаративистики (с 1999 — формальным главой Центра компаративистики ИВКА РГГУ).
Значительно усовершенствовал методику датировки расхождения языков (глоттохронологии).
Внёс большой вклад в использование компьютерных методов в лингвистике, в том числе как создатель СУБД Starling, а также онлайнового лингвистического ресурса «Вавилонская Башня».
Основные достижения в области изучения конкретных языковых семей:
- Реконструировал древнекитайскую фонологическую систему на основании анализа рифм в древнекитайской поэзии и других данных.
- Значительно уточнил реконструкцию сино-тибетского праязыка.
- Впервые построил реконструкцию северокавказской семьи (совместно с С. Л. Николаевым). Опубликовал большой этимологический словарь северокавказских языков.
- Исследовал вымирающие енисейские языки и реконструировал праенисейский язык[8][9].
- Основываясь на этих трёх реконструкциях, впервые обнаружил неожиданные параллели между сино-тибетскими, енисейскими и северокавказскими языками; предложил объединить их в сино-кавказскую макросемью, сделал реконструкцию сино-кавказского праязыка.
- Предполагал родство известных по клинописным памятникам хуррито-урартских языков с восточнокавказскими[10][11].
- Занимался проблемой родства хаттского с западнокавказскими (абхазо-адыгскими) языками.
- Разработал гипотезу о принадлежности японского языка к алтайской семье, что не поддерживается большинством исследователей.
- Опубликовал этимологический словарь алтайских языков, содержащий почти три тысячи корней и служащий аргументом в пользу существования алтайской языковой семьи (включающей тюркские, монгольские, тунгусо-маньчжурские, корейский, японский).
- Предложил новую реконструкцию парадигматических классов индоевропейского глагола (совместно с С. Л. Николаевым).
- Исследовал вопрос о прародине и культурной истории народов Передней Азии, опираясь на выявленные культурные заимствования в древней лексике.
- Выдвинул Борейскую гипотезу.

### Основные работы (монографии, словари)
- Hurro-Urartian as an Eastern Caucasian Language (совм. с И. М. Дьяконовым). München, 1986. — 113 p.
- Реконструкция древнекитайской фонологической системы. М., 1989. — 725 с. Перевод на китайский язык: 斯塔罗斯金。古代汉语音系的构拟。上海教育出版社，2010。
- Алтайская проблема и происхождение японского языка. М., 1991. — 298 с Текст
- A North Caucasian Etymological Dictionary (совм. с С. Л. Николаевым). Moscow, 1994 — 1406 p. Текст предисловия
- A Comparative Dictionary of Five Sino-Tibetan Languages (совм. с И. И. Пейросом). Melbourne, 1996 — 882 p.
- Японская грамматика (совм. с В. М. Алпатовым и И. Ф. Вардулем). М., 2000.
- Введение в лингвистическую компаративистику (совм. с С. А. Бурлак). М., 2001.
- An Etymological dictionary of the Altaic languages (совм. с А. В. Дыбо и О. А. Мудраком). Vol. 1-3. Leiden, 2003. — 2096 p.
- Сравнительно-историческое языкознание (совм. с С. А. Бурлак). М., 2005. — 432 с.
- Труды по языкознанию. М., 2007. — 928 c. ISBN 5-9551-0186-1

### Избранные статьи и доклады
- Сравнительно-историческое языкознание и лексикостатистика // Лингвистическая реконструкция и древнейшая история Востока. Часть 1. 1989. (PDF)
- Методология сопоставления дальнородственных языковых семей (PDF)
- Компьютерная симуляция лексической дивергенции. Доклад, прочитанный в Институте Восточных Культур РГГУ 29 сентября 2005 года (конспект)
- Актуальные задачи морфологического анализа и синтеза в интегрированной информационной среде STARLING // Труды международной конференции Диалог’2003. (c С. А. Крыловым)

### Популярные статьи и интервью
- Сергей Старостин на «Школе злословия»
- Сергей Старостин у Гордона
- Сергей Старостин опять у Гордона
- О древе языков (обзор мнений) (с А. Ю. Милитаревым)
- Выступление на круглом столе «Когда и как возникли языки»